# Wray (Kolorado)
Wray – miasto w Stanach Zjednoczonych, w stanie Kolorado, siedziba administracyjna hrabstwa Yuma.